# Ольховатский сельский совет (Чутовский район)
Ольховатский сельский совет (укр. Вільхуватська сільська рада) — входит в состав
Чутовского района
Полтавской области
Украины.
Административный центр сельского совета находится в 
с. Ольховатка.

## Населённые пункты совета
- с. Ольховатка
- с. Левенцовка

## Ликвидированные населённые пункты совета
- с. Червоная Поляна